# Amata chlorocera
Amata chlorocera là một loài bướm đêm thuộc phân họ Arctiinae, họ Erebidae.